# Petar Ivanov (sportovní lezec)
Petăr Ivanov (bulharsky: Петър Иванов; * 19. listopadu 2000, Sofie) je bulharský reprezentant ve sportovním lezení, juniorský mistr Evropy v boulderingu.

## Výkony a ocenění
- 2017: za třetí místo v kombinaci na MSJ v kategorii A se nominoval na Letní olympijské hry mládeže 2018 v Buenos Aires
- 2018: finalista letních olympijských her mládeže

### Závodní výsledky
| Mistrovství světa | Mistrovství světa |
| Rok               | 2016              |
| ----------------- | ----------------- |
| Obtížnost         | 75-76             |
| Bouldering        | 91-99             |

| Světový pohár | Světový pohár | Světový pohár |
| Rok           | 2016          | 2018          |
| ------------- | ------------- | ------------- |
| Bouldering    | 0             | probíhá       |
| jednotlivě*   | ,87,67,       | ,41-42        |

* poznámka: nalevo jsou poslední závody v roce
| Letní olympijské hry mládeže | Letní olympijské hry mládeže |
| Rok                          | 2018                         |
| ---------------------------- | ---------------------------- |
| Kombinace                    | 6                            |

| Mistrovství světa juniorů | Mistrovství světa juniorů | Mistrovství světa juniorů | Mistrovství světa juniorů |
| Rok                       | 2015 kat. B               | 2016 kat. A               | 2017 kat. A               |
| ------------------------- | ------------------------- | ------------------------- | ------------------------- |
| Obtížnost                 | 34-36                     | 27                        | 30                        |
| Rychlost                  | 18-19                     | 25                        | 40                        |
| Bouldering                | 16                        | 8                         | 4                         |
| Kombinace*                | —                         | —                         | 3                         |

* v roce 2017 se na MSJ lezlo ještě navíc finále v kombinaci podle olympijského formátu (pořadí třech disciplín se násobilo)

| Mistrovství Evropy juniorů | Mistrovství Evropy juniorů | Mistrovství Evropy juniorů | Mistrovství Evropy juniorů | Mistrovství Evropy juniorů |
| Rok                        | 2014 kat. B                | 2015 kat. B                | 2016 kat. A                | 2017 kat. A                |
| -------------------------- | -------------------------- | -------------------------- | -------------------------- | -------------------------- |
| Obtížnost                  | —                          | 22                         | —                          | 6                          |
| Rychlost                   | —                          | 10                         | —                          | 10                         |
| Bouldering                 | 15                         | 1                          | 20                         | 1                          |

| Evropský pohár juniorů | Evropský pohár juniorů | Evropský pohár juniorů | Evropský pohár juniorů | Evropský pohár juniorů |
| Rok                    | 2014 kat. B            | 2015 kat. A            | 2016 kat. A            | 2017 kat. A            |
| ---------------------- | ---------------------- | ---------------------- | ---------------------- | ---------------------- |
| Obtížnost              |                        |                        |                        |                        |
| jednotlivě*            |                        |                        |                        | ,                      |
| Rychlost               |                        |                        |                        |                        |
| jednotlivě*            |                        |                        |                        |                        |
| Bouldering             |                        |                        |                        |                        |
| jednotlivě*            |                        |                        |                        | ,                      |

* poznámka: nalevo jsou poslední závody v roce